# Lancaster (Texas)
Lancaster is een plaats (city) in de Amerikaanse staat Texas, en valt bestuurlijk gezien onder Dallas County.

## Demografie
Bij de volkstelling in 2000 werd het aantal inwoners vastgesteld op 25.894.
In 2006 is het aantal inwoners door het United States Census Bureau geschat op 33.790, een stijging van 7896 (30,5%).

## Geografie
Volgens het United States Census Bureau beslaat de plaats een oppervlakte van
75,9 km², geheel bestaande uit land. Lancaster ligt op ongeveer 159 m boven zeeniveau.

## Plaatsen in de nabije omgeving
De onderstaande figuur toont nabijgelegen plaatsen in een straal van 12 km rond Lancaster.